# Tchindas
Tchindas es un documental hispano-caboverdiano realizado por Pablo García Pérez de Lara y Marc Serena en 2015. Está basado en el libro ¡Esto no es africano! De El Cairo a Ciudad del Cabo a través de los amores prohibidos, de Marc Serena.

## Sinopsis
En el océano Atlántico, la población de la isla de São Vicente trabaja conjuntamente para preparar el carnaval. Durante el mes que precede a las festividades, se muestran los obstáculos a los que se enfrentan para la puesta a punto del carnaval a través Tchinda Andrade, mujer trans respetada en la comunidad y organizadora del evento.